# 프랑스인의 황제
프랑스인의 황제(프랑스어: Empereur des Français 엠프뢰르 데 프랑세즈[*])는 보나파르트가에서 칭했던 군주 칭호다. 1804년 5월 14일 나폴레옹 보나파르트가 프랑스 상원에게 칭호를 헌정받고, 1804년 12월 2일 노트르담 대성당에서 대관식을 올림으로써 성립하였다.
"프랑스인의 황제"는 다스리는 대상을 프랑스라는 국가가 아닌 프랑스인이라는 국민임을 강조했다. 왕정의 군주였던 "프랑스 국왕"의 칭호는 왕이 프랑스라는 국가를 사적으로 소유하고 있다는 의미를 시사했다. 반면 프랑스인의 황제는 명목상 입헌군주제를 지향했다. 이는 프랑스 혁명으로 인해 봉건제도가 폐기되고 새로운 국민국가가 탄생했으며 황제는 그것을 계승한다는 것을 보여주기 위한 것이었다. 1809년 1월 1일부터는 아예 공화국 국호를 버리고 "프랑스 제국"을 국호로 삼는다. "프랑스인의 황제"직은 나폴레옹의 군주 즉위가 구식 군주제인 왕정의 복고가 아니라, 제정이라는 새로운 정치체제의 도입임을 의미했다. 나폴레옹은 1815년 6월 22일 워털루 전투에서 패배할 때까지 황제로 재임했고, 이후 세인트헬레나섬에 유배되어 거기서 1821년 5월 5일에 죽었다. 
나폴레옹 1세의 조카인 루이 나폴레옹은 1851년 쿠데타를 일으켜 프랑스 국민회의를 성공적으로 해산시키고, 1852년 11월 7일 국민투표를 통해 제2공화정을 제2제정으로 전환시켰다. 이로써 본래 대통령으로 선출되었던 루이 나폴레옹은 황제 나폴레옹 3세가 되었다. 나폴레옹 3세의 재위는 1852년 12월 2일에서 1870년 9월 4일까지 계속되었다. 보불전쟁 중 스당 전투에서 황제가 패하고 사로잡혔지만 당장 폐위되지는 않았고, 잉글랜드로 망명하여 1873년 1월 9일 죽었다.
나폴레옹 3세의 아들 루이 나폴레옹 황태자가 1879년 죽으면서 보나파르트가는 많은 프랑스 제위 요구자를 배출했다. 현재의 제위 요구자는 1997년 5월 3일 보나파르트가 당주가 된 샤를 나폴레옹 보나파르트이다. 그 아들 장 크리스토프 나폴레옹이 할아버지의 유언을 들어 아버지를 건너뛰고 자신에게 계승권이 있다고 도전하고 있다.

## 같이 보기
- 프랑스의 군주 배우자
- 프랑스의 군주